# Метгемоглобинемия
Ме́тгемоглобинеми́я — состояние, характеризующееся появлением в крови повышенного (свыше 10 %) количества метгемоглобина.
Врождённая ме́тгемоглобинеми́я — доминантно наследуемое заболевание, при котором до 20—50 % всего гемоглобина находится в форме метгемоглобина, в котором железо трёхвалентно.
Метгемоглобин не может служить переносчиком кислорода от лёгких к тканям; при образовании значительных его количеств транспортировочная функция крови резко нарушается.
Часть наследственных метгемоглобинемий возникает на почве рецессивно наследуемого дефекта — снижения активности фермента метгемоглобинредуктазы, в норме восстанавливающего HbM в обычный гемоглобин.
Метгемоглобинемия может также развиться в результате некоторых видов острых химических отравлений (анилиновые красители, парацетамол, перманганат калия и пр.)
При поступлении в организм селитры (нитрата калия) происходит биологическое восстановление нитрата калия до нитрита, при котором гемоглобин превращается в метгемоглобин, который не способен переносить кислород. Тем самым происходит снижение кислородной ёмкости крови — возникает метгемоглобинемия.
Одни из самых известных семей — носителей болезни — так называемые Синие Фьюгейты или «Синие люди из Кентукки» — семейство Фьюгейтов, проживавшее в США в штате Кентукки с XIX века.